# Obwód szawelski (Litewska SRR)
Obwód szawelski (ros. Шяуляйская область; lit. Šiaulių sritis) – obwód istniejący w latach 1950–1953 w Litewskiej SRR. Obejmował terytorium Żmudzi i Auksztoty wielkości 18.393 km² dzielące się na 26 rejonów. 

## Historia
Obwód utworzono 20 czerwca 1950 r. w wyniku reformy administracyjnej dzielącej republiki bałtyckie na obwody. Obwód rozwiązano 28 maja 1953 r.

## Podział administracyjny
Obwód dzielił się na 24 rejony:
- abelski
- birżański
- cytowiański
- datnowski
- janiski
- johaniszkielski
- kielmski
- kupiszecki
- kurszański
- linkowski
- okmiański
- pokrojski
- ponedelski
- poniewieski
- poswolski
- radziwiliski
- rakiszecki
- remigolski
- szadowski
- szawelski
- traszkuński
- użwencki
- wobolnicki
- żagorski

Miasta Szawle i Poniewież były podporządkowane bezpośrednio administracji obwodu. 